# Harmil
Harmil ist die fünftgrößte Insel und eine der nördlichsten Inseln des Dahlak-Archipels, der zu Eritrea gehört. Die im Roten Meer gelegene unbewohnte Insel ist wie der gesamte Archipel ist Teil der Verwaltungsregion Semienawi Kayih Bahri. 
Die Insel erreicht nur eine Höhe von neun Metern.
Im Zweiten Weltkrieg diente das etwa 5 km breite und 6 km lange Eiland als Geschützstellung der Italiener.